# Потиж
Потиж, Прорва — река в России, протекает, главным образом, в Республике Мордовия (в нижнем течении на протяжении примерно километра образует границу с Пензенской областью). Устье реки находится в 98 км по правому берегу реки Исса. Длина реки составляет 42 км, площадь водосборного бассейна — 221 км².
Река берёт начало на Приволжской возвышенности в лесу на границе Кадошкинского и Рузаевского районов в 9 км к северо-востоку от Кадошкина. Верхнее течение проходит по Кадошкинскому району, нижнее по Инсарскому. Река течёт на юго-запад, ниже поворачивает на юг и юго-восток. В верхнем течении протекает в двух километрах от посёлка Кадошкино. На реке стоит село Латышовка, деревни Гористовка, Ховань, Ушлейка, Потижская Слобода (Кадошкинский район); Усыскино, Жегалино, Яндовище, Новые Верхиссы (Инсарский район). Притоки — Леплейка, Новлейка (левые); Качедлей (правый). Впадает в Иссу выше села Сиалеевская Пятина. В низовьях на реке — сеть мелиоративных канав.

## Данные водного реестра
По данным государственного водного реестра России относится к Окскому бассейновому округу, водохозяйственный участок реки — Мокша от истока до водомерного поста города Темников, речной подбассейн реки — Мокша. Речной бассейн реки — Ока.
По данным геоинформационной системы водохозяйственного районирования территории РФ, подготовленной Федеральным агентством водных ресурсов:
- Код водного объекта в государственном водном реестре — 09010200112110000027360
- Код по гидрологической изученности (ГИ) — 110002736
- Код бассейна — 09.01.02.001
- Номер тома по ГИ — 10
- Выпуск по ГИ — 0